# Thyrostipa chekiana
Thyrostipa chekiana là một loài bướm đêm trong họ Erebidae.